# Орайтсаари
Орайтсаари — небольшой остров в Ладожском озере. Относится к группе Западных Ладожских шхер. Принадлежит Лахденпохскому району Карелии, Россия.
Вытянут с северо-запада на юго-восток. Длина 1,6 км, ширина 0,7 км.
Остров расположен в заливе Папинниеменселькя, между островами Тимонсари на севере и Кухка на юге. Покрыт лесами.